# Circonscription d'Aston
La circonscription d'Aston est une circonscription électorale australienne située dans la banlieue de Melbourne, au Victoria. La circonscription a été créée en 1984 et porte le nom de Tilly Aston, un écrivain aveugle et enseignant qui a contribué à fonder la Bibliothèque de l'Association des écrivains en braille du Victoria en 1894. Située dans la banlieue Est de Melbourne, elle comprend les quartiers de Rowville, Scoresby, Knoxfield, Vermont et Wantirna. 
Située dans la Mortgage belt («ceinture d'hypothèques»), elle a été détenue par le Parti travailliste australien jusqu'en 1990 mais depuis lors elle est devenue un siège de plus en plus sur pour le Parti libéral australien.

## Représentants
| Nom             | Parti        | Période de mandat |
| --------------- | ------------ | ----------------- |
| John Saunderson | Travailliste | 1984–1990         |
| Peter Nugent    | Libéral      | 1990–2001         |
| Chris Pearce    | Libéral      | 2001–2010         |
| Alan Tudge      | Libéral      | 2010–en cours     |